# Agricantus
Agricantus (del latín: "la canción" del campo de trigo) es un grupo musical de género Folk-Ambient de origen siciliano, nacido en Palermo entre la colaboración de (en orden alfabético) Tonj Acquaviva (voz, batería, secuenciadores y percusiones), Mario Crispi (instrumentos de viento), miembro hasta 2008, Pippo Pollina (voz y guitarra), miembro hasta 1985, Mario Rivera (bajo), miembro hasta 2004, y otros músicos.

## Historia
Agricantus representa, especialmente en la segunda mitad de los años 90, un ejemplo de una mezcla de estilos musicales, idiomas y dialectos, instrumentos musicales, sonidos modernos y arcaicos. Su carrera artística fue inicialmente vinculada a la recuperación de la música andina y la cultura popular de la América del Sur en la línea de la Nueva Canción Chilena.
En los primeros años 80, el grupo participó en el ambiente de la música popular siciliana, trayendo estímulos e inspiración para seguir su propio camino. La construcción de un lenguaje musical más maduro y autónomo de Agricantus se produjo en los años 90 con el lanzamiento de Gnanzù!. El trabajo dedicado a la música del sur de Italia es el resultado de una amplia investigación sobre la tradición oral registrada en vivo y del procesamiento de los materiales obtenidos a través del uso de las nuevas tecnologías conjuntamente con los sonidos arcaicos. Esta nueva etapa coincidió también con el ingreso en el grupo de la cantante suiza Rosie Wiederkehr, que representó desde aquel momento la huella vocal del grupo. A partir de 1995, la banda comenzó una prolífica producción de discos temáticos (concept album), donde se potenció el uso de los idiomas europeos y extra europeos al lado de la lengua siciliana y de los instrumentos musicales étnicos y electrónicos de diversas partes del mundo. Tuareg de 1996 puede considerarse el álbum más representativo, con el que Agricantus ha ganado varios premios nacionales. En esta etapa, la banda ha establecido también colaboraciones con el mundo del cine y ha participado en recopilatorios de música internacional Buddha Bar IV (Amatevi). Un hecho que ha permitido a los Agricantus superar las fronteras italianas y situarse en el panorama de la música mundial. 
En 2008, con el nombre "Acquaviva - the soul and the voices of Agricantus", se publicó el álbum "Millennium klima", una combinación de música y artes visuales. 
En 2011 Tonj Acquaviva incorpora la firma en 2010 con la colaboración de Rosie Wiederkehr. 
Agricantus fue galardonado con el Premio Bodini (la cultura del Mediterráneo), que el grupo dedicó a Amnistía Internacional por su quincuagésimo aniversario.
En 2013 se publicó el CD Kuntarimari, concept album sovre el mar y sus cuentos

## Discografía

### Álbumes
- 1993 - Gnanzù!
- 1996 - Tuareg
- 1998 - Kaleidos
- 1999 - Faiddi
- 2001 - Ethnosphere
- 2005 - Habibi
- 2007 - Luna khina
- 2013 - Kuntarimari

### EP
- 1995 - Viaggiari
- 1997 - Hale-Bopp souvenir
- 1998 - Amatevi
- 2002 - Jamila (con Francesco Bruno)

### Colecciones
- 1999 - The best of Agricantus
- 2002 - Calura

### Bandas sonoras
firmado por Agricantus
- 2000 - Placido Rizzotto
- 2007 - Il figlio della luna

invitados de Trancendental/Pivio & Aldo De Scalzi
- 1997 - Hammam - Il bagno turco (insieme a Pivio e Aldo de Scalzi)
- 1998 - I giardini dell'Eden (partecipano con la bonus track Amatevi)